# Чентинайо, Джан Марко
Джан Марко Чентинайо (итал. Gian Marco Centinaio; род. 31 октября 1971, Павия) — итальянский политик, министр сельскохозяйственной, продовольственной и лесной политики (2018—2019).

## Биография
В 1999 году окончил Павийский университет, где изучал политологию в территориально-экономическом аспекте. С 1994 года является активистом Лиги Севера. В 1993 году возглавил один из квартальных комитетов Павии, позднее вошёл в коммунальный совет и состоял в нём до 2009 года, когда был избран заместителем мэра и отвечал в городской администрации за культурную политику. С 1999 по 2005 год — секретарь городской организации Лиги, позднее вошёл в городское правление партии.
В 2013 году избран в Сенат Италии от Ломбардии, с июля 2014 года — глава партийной фракции. После выборов 2018 года остался на прежней должности.
1 июня 2018 года получил портфель министра сельскохозяйственной, продовольственной и лесной политики в правительстве Конте.
4 сентября 2019 года Джузеппе Конте сформировал своё второе правительство (новым министром туризма стал Дарио Франческини, а продовольствие, сельское и лесное хозяйство отошли в ведение Терезы Белланова, Чентинайо не получил никакого назначения), и
5 сентября новый кабинет принёс присягу.
24 февраля 2021 года назначен младшим статс-секретарём Министерства сельскохозяйственной, продовольственной и лесной политики в правительстве Драги, 1 марта приведён к присяге и вступил в должность.
22 октября 2022 года было сформировано правительство Мелони, в котором Чентинайо не получил никакого назначения.